# Sphecotypus birmanicus
Sphecotypus birmanicus är en spindelart som först beskrevs av Tamerlan Thorell 1897. Sphecotypus birmanicus ingår i släktet Sphecotypus och familjen flinkspindlar.
Artens utbredningsområde är Myanmar. Inga underarter finns listade i Catalogue of Life.